# Харт, Донни
Донни Скотт Харт (англ. Donnie Scott Hart; 6 сентября 1990, Бедфорд, Техас) — американский бейсболист, питчер клуба Американской ассоциации профессионального бейсбола «Виннипег Голдайз». С 2016 по 2019 год выступал в Главной лиге бейсбола.

## Карьера
Харт закончил старшую школу Севен Лейкс. Он играл за школьную бейсбольную команду и в 2009 году помог ей выйти в плей-офф. После окончания школы Донни поступил в Университет штата Техас и продолжил карьеру в чемпионате NCAA. В 2013 году на драфте он был выбран клубом «Балтимор Ориолс».
Начало сезона в 2016 году Харт провёл в составе «Боуи Бэйсокс», сыграв за команду в 33 матчах, одержав в них 2 победы и сделав 2 сейва, с показателем пропускаемости ERA 2,31. В то же время, Харт не включался аналитиками различных сайтов в число самых перспективных игроков системы «Ориолс». 13 июля 2016 года тренерский штаб перевёл Донни в основной состав команды. В регулярном чемпионате 2016 года Харт сыграл 18 1/3 иннинга с ERA 0,49. Бэттеры-левши против него отбивали с показателем 13,2 %. Также удачно он выступал и в 2017 году, являясь постоянным игроком буллпена «Ориолс».
Большую часть сезона 2018 года Харт провёл в ААА-лиге. В марте 2019 года он был выставлен на драфт отказов и перешёл в «Лос-Анджелес Доджерс». Через месяц Донни, также через драфт отказов, перешёл в «Милуоки Брюэрс».